# Chân chó (thực vật)
Chân chó hay bìm cọp, bìm chân cọp (danh pháp: Ipomoea pes-tigridis) là một loài thực vật có hoa trong họ Bìm bìm. Loài này được L. mô tả khoa học đầu tiên năm 1753.

## Hình ảnh

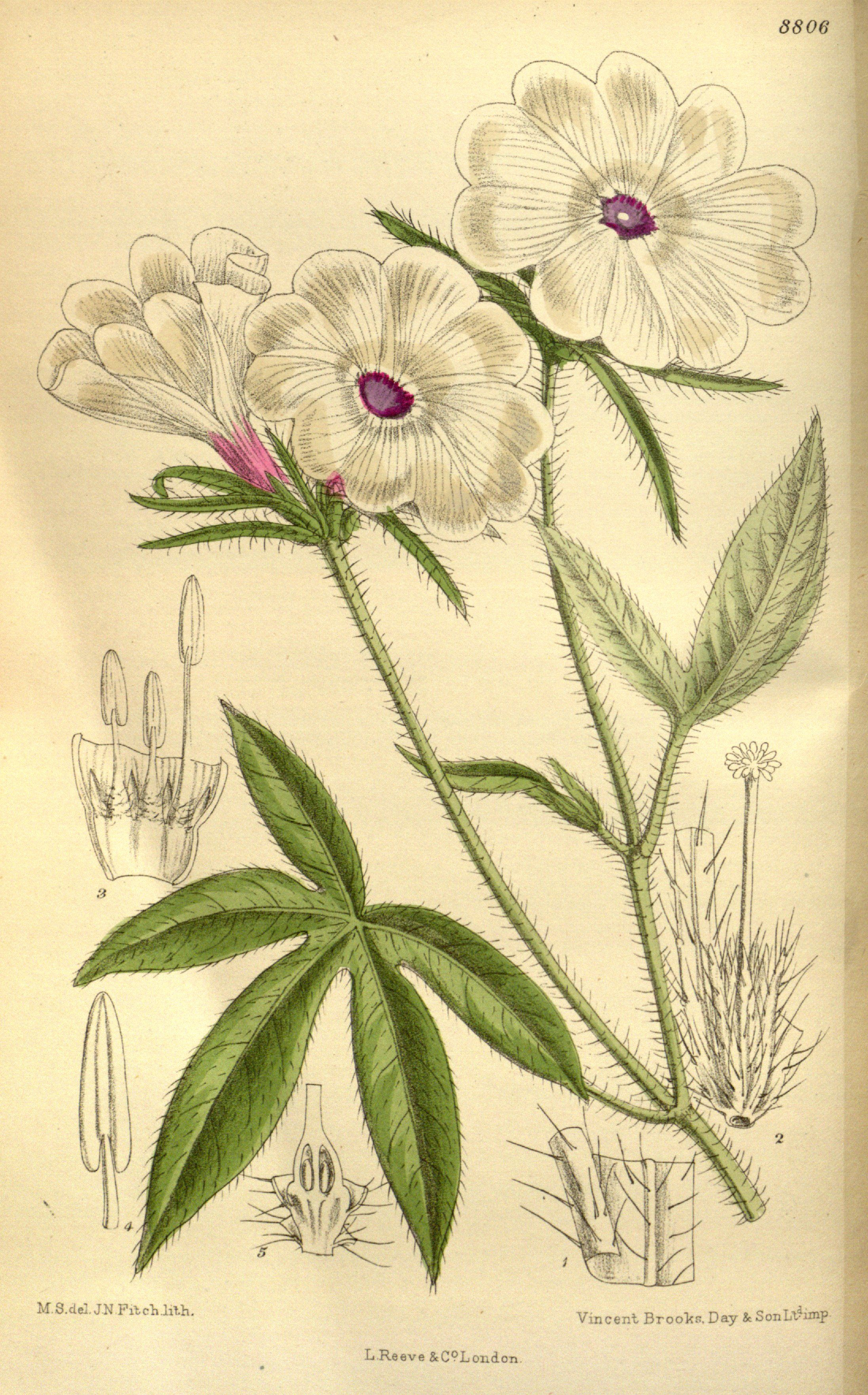
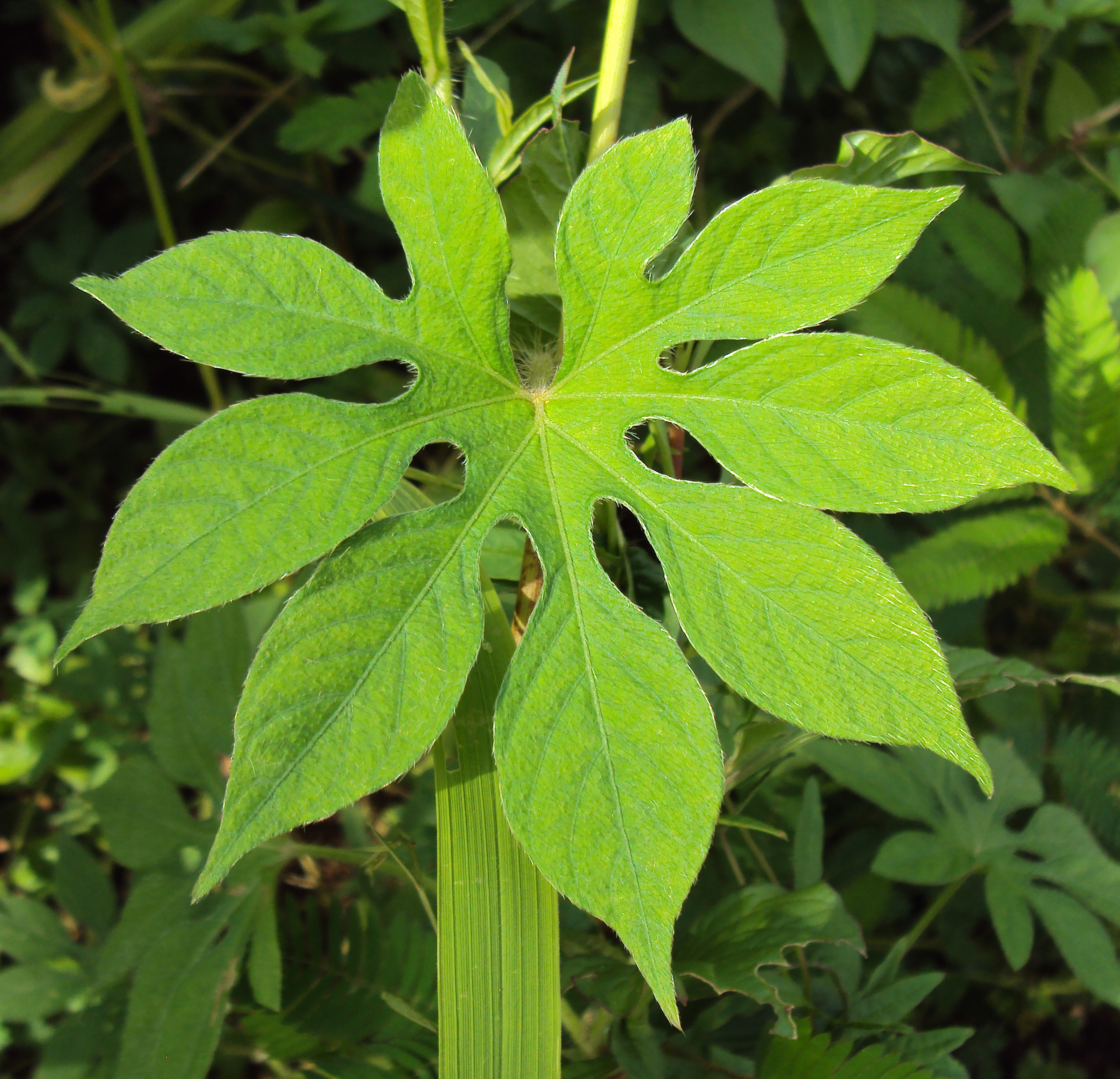
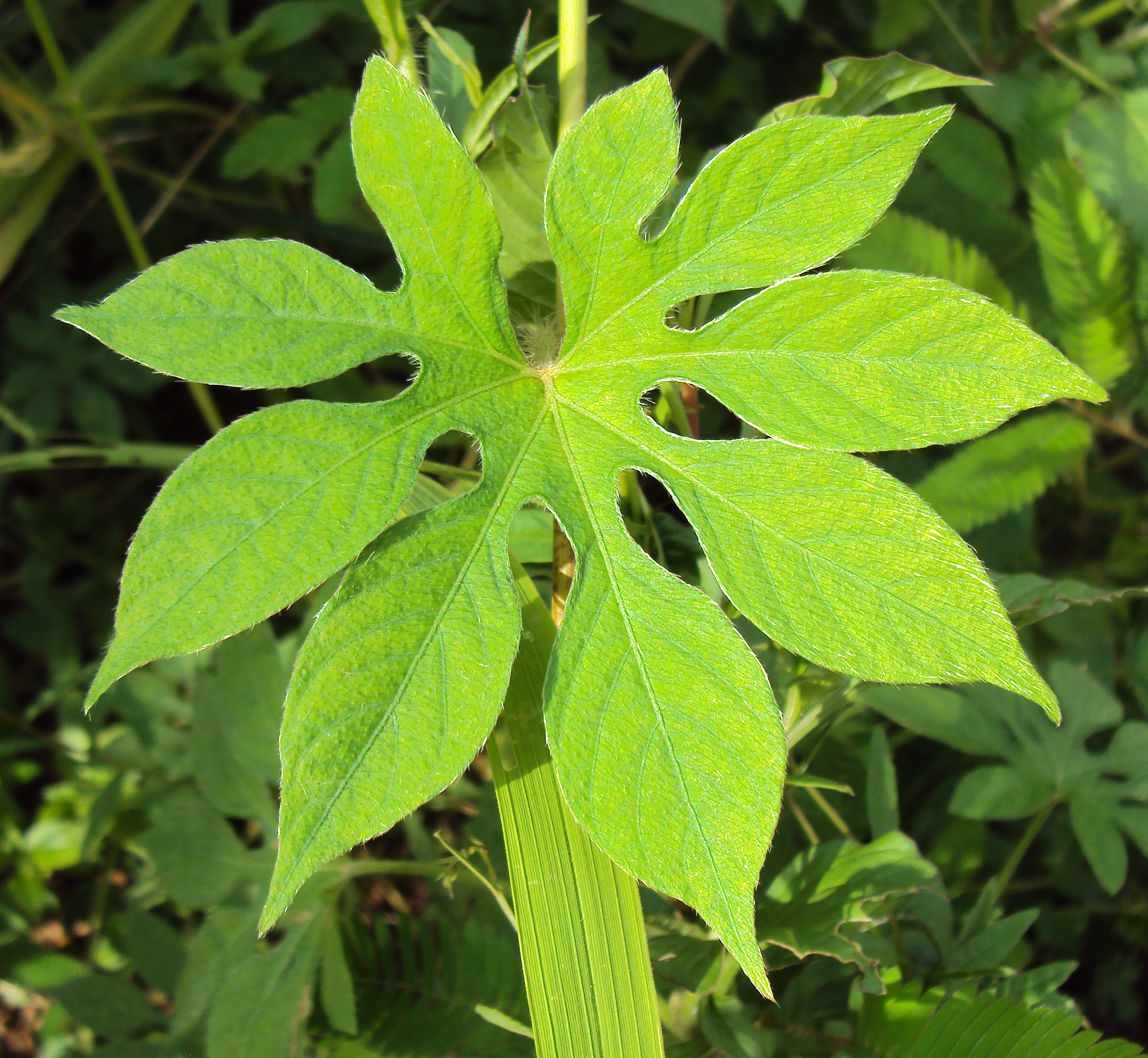
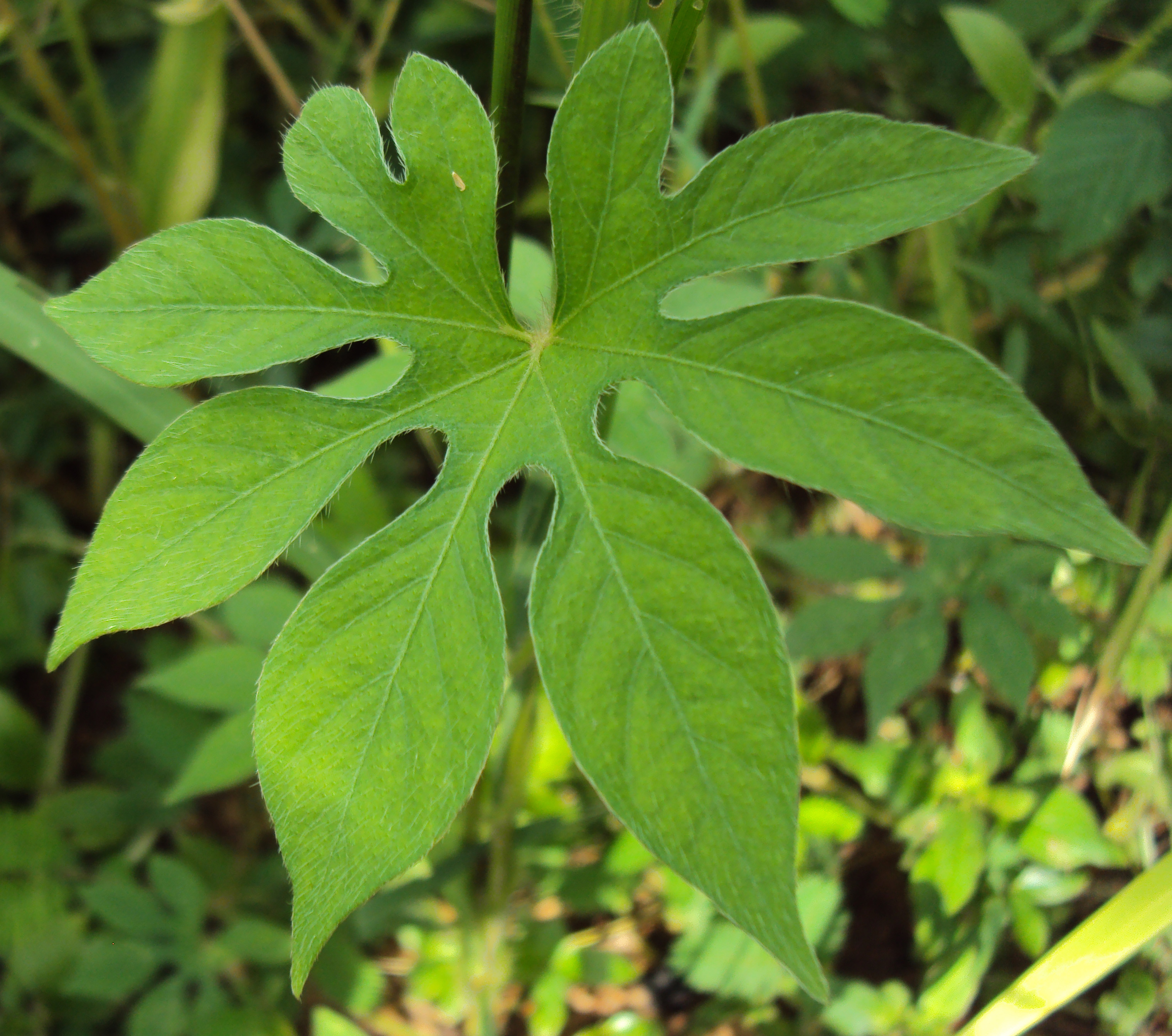